# Batallas de Fernández (Herrera)
La Primera y segunda batalla de Fernández (Herrera) de la Guerra del Chaco, entre Bolivia y el Paraguay, se produjeron entre los meses de enero y marzo de 1933. Estos ataques planeados por los generales bolivianos Kundt y Osorio tuvieron como objetivo capturar el estratégico fortín Fernández (Herrera) paso previo para avanzar, desde el noroeste, contra el fortín Arce. Los dos ataques fueron realizados por la 8.ª División boliviana, el primero al mando del coronel Schnor y el segundo al mando del coronel Morant. Ambos ataques fracasaron con importantes pérdidas en hombres y recursos. El fortín fue defendido por el regimiento paraguayo RI-1 Dos de Mayo al mando del mayor Paulino Antola.

## Primera batalla de Fernández (Herrera)
La 8.ª División boliviana desalojó fácilmente al regimiento RC-1 paraguayo del fortín Platanillos que había sido el centro de las comunicaciones entre los distintos fortines bolivianos antes de la guerra y desde allí intentó hacer lo mismo con el fortín Fernández (Herrera) defendido por el regimiento RI-1 Dos de Mayo al mando del mayor Paulino Antola que contaba con unos 1000 hombres. Esta maniobra apuntaba al fortín Arce (Francia), centro de operaciones del ejército paraguayo hacia el sureste. 
El 14 de enero de 1933, la 8.ª División boliviana, al mando del coronel Roberto Schnor inició el avance con sólo una parte de sus fuerzas: 2 regimientos y un escuadrón divisionario que totalizaban unos 575 soldados asumiendo que los paraguayos no deberían tener más de 200 hombres defendiendo el fortín. En el Kilómetro 50 del camino Platanillos/Fernández, un retén adelantado paraguayo con 60 hombres detuvo firmemente a la columna boliviana durante 8 días, tiempo que aprovechó Antola para aumentar sus fuerzas con un batallón de veteranos del regimiento paraguayo RI-3 Corrales entre los que se encontraba el teniente Heriberto Florentín, el autor de la emboscada en el fortín Boquerón en julio de 1932. Recién el 21 de enero de 1933 las fuerzas bolivianas tomaron contacto con el fortín pero la falta de coordinación, el ataque frontal, la ausencia de reservas y la sorpresiva resistencia de los defensores produjeron unas 300 bajas  por lo que el ataque debió suspenderse. Dos días después, habiendo recibido refuerzos hasta alcanzar unos 2400 hombres y con el apoyo de 4 cañones, el coronel Schnor reinició su ofensiva sin saber que las fuerzas enemigas, por su número y las posiciones defensivas que ocupaban, eran equivalentes o superiores a las fuerzas que él lanzaba al ataque. La ofensiva prosiguió hasta el 25 de enero y fue rechazada por los defensores produciéndose cuantiosas bajas en las fuerzas bolivianas que llegaron al 25 %.  En el ataque, el regimiento Colorados, guardia de honor del palacio Quemado, resultó prácticamente diezmado. 
La 8.ª División boliviana tuvo unas 1100 bajas entre muertos, heridos y enfermos y perdió gran cantidad de material. El 26 de enero de 1933 el coronel Schnor suspendió el ataque y se retiró a unos 10 km. delante de Platanillos. El general Kundt reemplazó a Schnor y a su jefe de Estado Mayor, el mayor Raúl Barrientos, por el coronel Rafael Morant y el mayor Alfredo Sánchez, respectivamente.

## Segunda batalla de Fernández (Herrera)
Luego de la captura de Alihuatá, los bolivianos intentaron retomar el fortín Arce, centro de operaciones del Primer Cuerpo paraguayo, pero fueron rechazados a 15 km del fortín. Kundt insistió en capturar Fernández (Herrera) para luego, con más libertad, volver sobre Arce.
El 10 de marzo de 1933, la 8.ª División boliviana, al mando del coronel Rafael Morant,  avanzó nuevamente desde el fortín Platanillos hacia Fernández (Herrera). Su misión era realizar un ataque demostrativo y, si fuera posible, ocupar el fortín. Esta fuerza estaba compuesta por 5 regimientos y 2 grupos de artillería: 61 oficiales, 1900 soldados, 52 automáticas, 7 cañones y apoyo de la aviación.
El fortín seguía defendido por el regimiento paraguayo RI-1 Dos de Mayo más un batallón del regimiento RI-3 Corrales que sumaban unos 1000 hombres más 2 cañones. El mayor paraguayo Paulino Antola había aprovechado el mes de febrero de 1933 para mejorar las defensas construyendo un laberíntico sistema de alambradas y campos de tiro sobre los cuales estaban regladas las automáticas y los morteros. 
El coronel Morant envió  al coronel Luis Saavedra con 2 regimientos, unos 500 hombres, para que rodeara el fortín, saliera en su retaguardia y cortara el camino que lo unía con Arce. Una vez cercado, los 3 regimientos restantes atacarían por el frente y los flancos. La exigua columna Saavedra, que solo tenía abastecimiento y municiones para un día de combate, se desorientó en el monte por lo que se demoró en alcanzar su objetivo, sus hombres se fatigaron y perdió el contacto con el resto de la División. Sin saber donde estaba el grupo Saavedra desde su partida el 20 de marzo y sin contar con su apoyo, Morant, con el resto de la 8.ª División inició sucesivos y sangrientos ataques frontales que fueron repelidos por los defensores paraguayos. Cuando el coronel Saavedra llegó finalmente a su objetivo, se encontró a su vez aislado entre dos fuegos ya que fuerzas paraguayas ubicadas preventivamente sobre el camino que venía de Arce lo atacaron por la retaguardia. Debido a la total inferioridad de medios, Saavedra tuvo que volver a su base partida.
El 27 de marzo de 1933, después de varios días de ataques, las fuerzas bolivianas se retiraron hacia Platanillos. Estos intentos de ocupar el fortín Fernández con efectivos inadecuados, tropas fatigadas y deficientemente nutridas produjeron importantes bajas que afectaron la moral de los combatientes bolivianos.    
Cuando se ordenó la suspensión del ataque la situación de los soldados no era buena:

"Parecían seres resignados a morir, absolutamente carentes de sentimientos y totalmente insensibles. Se empleó con ellos la persuasión, el ruego y la amenaza, sin resultado alguno. Les aseguramos que los paraguayos acostumbraban a castrar a sus prisioneros, pero seguían inconmovibles […] como último recurso, tomé una medida desesperada. Di orden a los oficiales que cortaran varas de los árboles y arrearan a palos a aquellos soldados que se negaban a marchar".
Oficial boliviano Ovidio Quiroga Ochoa en (Dunkerley, 1987, p. 251)

El general Kundt emitió una circular denominada Orden del ejército Nº 18/33: Algunas observaciones de carácter técnico en la que criticó la actuación del comandante de la 8.ª División lo que provocó el malestar de los oficiales hacia Kundt por ser injustas y desconsideradas.